# Вулиця Бахмутська
Ву́лиця Бахмутська — назва вулиць у різних населених пунктах України. Назва — на честь міста Бахмут.

## Україна
- вулиця Бахмутська — вулиця в місті Дніпро.
- вулиця Бахмутська — вулиця в місті Дружківка.
- вулиця Бахмутська — вулиця в місті Костянтинівка.
- вулиця Бахмутська — вулиця в місті Краматорськ.
- вулиця Бахмутська — вулиця в місті Кривий Ріг.
- вулиця Бахмутська — вулиця в місті Одеса.
- вулиця Бахмутська — вулиця в місті Попасна.
- вулиця Бахмутська — вулиця в місті Херсон.